# Войтюк Іван Семенович
Войтюк Іван Семенович (нар. 24 квітня 1956, селище Джартасс, Карагандинська область, Казахстан) – український режисер, продюсер, сценарист.

## Освіта і кар'єра
У 1980 р. закінчив Київський державний інститут культури ім. О.Корнійчука за фахом "режисура". 
У 1980-1997 рр. працював художнім керівником і режисером, спочатку студійного, потім державного міського театру в м. Краматорську, Донецька область, де поставив 41 виставу. Випустив 6 випусків 2-річної театральної студії.
З 1997 р. живе й працює в Києві, де працював:
- креативним директором РА агентств «Прем'єр СВ Україна», «Стиль С»,
- виконавчим продюсером телеканалу «Інтер».

У 2005 р. виступив як один із творців кінокомпанії «Daxifilm», на якій створив свої перші телевізійні фільми.
З 2012 р.  режисер Київського театру "Срібний острів"
З 2017 р. доцент кафедри аудіовізуальних мистецтв, Київського міжнародного університету.
Член спілки театральних діячів України

## Театральні постановки
- М.Шатров «Революционный этюд» (Синие кони на красной траве) 23.02.81 г.
- «Помните». Литературный спектакль по стихам поэтов, павших на фронтах Великой отечественной войны 07.05.81 г.
- Г.Мамлин «Ручейки да пригорки» 25.05.81 г.
- Р.Рождественский «210 шагов» 24.04.82 г.
- Ж.Б.Мольер «Мещанин во дворянстве» 07.05.82 г.
- Ю.Трифонов «Обмен» 27.03.83 г.
- С.Коковкин «Верояция» (Лесковский сказ на балаганный лад) 01.05.83 г.
- М.Захаров «Темп - 1929» 14.04.84 г.
- А.Гельман «Скамейка» 06.06.84 г.
- А.Червинский «Счастье мое» (руководитель постановки, режиссер-постановщик Н.Кубарева) 24.04.85 г.
- А.Дударев «Рядовые» 09.05.85 г.
- А.Червинский «Крестики-нолики» 27.06.85 г.
- Е.Шварц «Дракон» 14.03.86 г.
- В.Арро «Синее небо, а в нем облака» (руководитель постановки, режиссер-постановщик Н.Фомина) 16.05.86 г.
- М.Шатров «Диктатура совести» (Суд над Лениным) 24.05.86 г.
- В.Шекспир «Макбет» (совместная постановка с Ю.Бинецким) 05.05.87 г.
- М.де Гальдероде «Эскориал» (руководитель постановки, режиссер-постановщик А.Овчаренко) 27.06.87 г.
- А.Аверченко «Аристократка» (руководитель постановки, режиссер-постановщик Ю.Бинецкий) 24.10.87 г.
- М.Булгаков «Кабала святош» (Мольер) 30.05.88 г.
- М.Розовский «История лошади» (Холстомер) 12.02.89 г.
- С.Злотников «Сцены у фонтана» (руководитель постановки, режиссер-постановщик А.Белозуб) 14.04.89 г.
- Э.Радзинский «Наш Декамерон» 12.02.90 г.
- Б.Меринье «Любо-дорого» (руководитель постановки, режиссер-постановщик И.Сарычева) 16.03.90 г.
- Л.Петрушевская «Чинзано» 08.11.90 г.
- В.Котенко «Распишитесь за наган» 30.03.91 г.
- Ж.Брикер, М.Лассег «Мужской род единственное число» 04.10.91 г.
- У.Сароян «Эй, кто нибудь!» (совместная постановка с Н.Колесник) 08.11.91 г.
- И.Войтюк «Чип и Дейл спешат на помощь Деду Морозу» 27.12.91 г.
- Г.Токарев «Глубокий массаж» (руководитель постановки, режиссеры-постановщики О.Супрун, А.Матузко) 10.03.92 г.
- Г.Горин «Тиль» 12.04.92 г.
- Г.Фигейредо «Лиса и виноград» (Эзоп) 30.10.92 г.
- К.Фортюно, Г.Абекассис «Убийца на лестнице» (совместная постановка с Ю.Бинецким) 30.04.93 г.
- Л.Разумовская «Ваша сестра и пленница» 01.10.93 г.
- И.Нечуй-Левицкий «Кайдашева семья» (совместная постановка с П.Демченко) 28.01.94 г.
- Р.Тоома «Ловушка» 15.03.94 г.
- Н.Гоголь «Женитьба» 03.04.94 г.
- Е.Чеповецкий «Добрый Хортон» 25.10.94 г.
- А.Вампилов «Провинциальные анекдоты» 17.03.95 г.
- Д.Липскеров «Река на асфальте» (руководитель постановки, режиссер-постановщик М.Астахова) 21.05.95 г.
- Е.Замятин «Пещера» 24.09.95 г.
- Э.Радзинский «Продолжение Дон Жуана» 09.11.96 г.
- Ж.Кокто «Формула любви» 10.10.97 г.
- І.Нечуй-Левицький "Кайдашева сім'я" 15.03.2014 р.
- Я.Барнич "Гуцулка Ксеня" 04.02.2024

## Фільмографія
- «Вавилон XX», (актор), кіностудія ім.О.Довженка 1979
- «Бунтівний Оріон», (актор), кіностудія ім.О.Довженка 1980
- «Цілують завжди не тих», (актор), Телесто, 2005
- «Завтра будет завтра», (актор), Новая студия, 2005
- «Танго кохання», (актор, режисер, продюсер), DaxiFilm, 2006
- «Так не буває», (режисер, продюсер, сценарист), DaxiFilm, 2007.
- «Повертається чоловік з відрядження», (режисер, продюсер), DaxiFilm, 2007
- «Мім Бім, або чуже життя», (режисер, продюсер), Стар Медіа, 2008
- «Загадай бажання», (режиссер), Прима фільм, 2009
- «Платон Ангел», (режисер, сценарист), кіностудія ім.О.Довженка, 2011
- «Моя бабуся Фані Каплан», (актор), кінокомпанія Гагарін Медіа,2016

## Нагороди
- 2011 г. II Трускавецкий международный кинофестиваль телевизионных фильмов "Корона Карпат". Приз за лучшую мужскую роль (Богдан Ступка в картине "Платон Ангел")
- 2012 г. XXI Международный кинофорум "Золотой витязь", г. Омск. "Бронзовый Витязь" за фильм "Платон Ангел" в номинации "Телевизионные игровые фильмы".
- 2012 г. Х Международный кинофестиваль православного кино «Покров», г. Киев. Третья премия за фильм "Платон Ангел" в номинации "Игровое кино"